# 後河蘆站
后河芦站是郑州地铁5号线的地铁车站，位于中华人民共和国河南省郑州市中原区航海西路与工人路交叉口西侧，于2019年5月20日随郑州地铁5号线开通运营而启用。

## 车站结构

### 车站楼层
后河芦站的主体结构位于航海西路与工人路交叉路口西侧的航海西路地下，呈东西向布置，为地下二层车站，其中B1層為站廳层，B2層為站台层。
| 1F  | 地面     | 所有出入口                                       | 所有出入口                                       | 所有出入口                                       |
| B1F | 站厅     | 客服中心、自动售票机、行李检查、闸机、车站控制室 | 客服中心、自动售票机、行李检查、闸机、车站控制室 | 客服中心、自动售票机、行李检查、闸机、车站控制室 |
| B2F | █ 5号线  | 内环方向（桐淮）                                 | 内环方向（桐淮）                                 | 内环方向（桐淮）                                 |
| B2F | 岛式站台 |                                                  | 至站厅                                           | 卫生间                                           |
| B2F | █ 5号线  | 外环方向（齐礼阎）                               | 外环方向（齐礼阎）                               | 外环方向（齐礼阎）                               |

### 站厅
后河芦站的站厅位于B1层，设有客服中心、自动售票机、行李检查等设施。站厅由闸机和栏杆分隔为付费区和非付费区，付费区内设有自动扶梯、步梯和无障碍电梯连接站台层。

### 站台
后河芦站设一座岛式站台，位于B2层，安装有高站台门。站台呈东西向，北侧站台面由5号线内环方向的列车使用，南侧站台面由5号线外环方向的列车使用。在站台的东端设有卫生间。

### 出入口
后河芦站目前开通A、C两个出入口，连接地面和站厅的非付费区。其中A口位于帝湖花园王府大街东侧，C口在地面又分为C1口和C2口，分别位于航海西路的南侧和北侧，C2口设有无障碍电梯。
该站各出入口信息如下表所示。
|                     | 王府大街         | |                |          |
|                     | 航海西路（南）   | |                |          |
|                     | 航海西路（北）   | 郑州公交： \| 航海路工人路 \| 航海路工人路 \| 航海路工人路 \| 航海路工人路 \| 航海路工人路 \| \| 编号 \| 路线 \| 路线 \| 路线 \| 备注 \| \| ------------ \| ---------------- \| ------------ \| -------------- \| ------------ \| \| 66 \| 后仓村 \| ⇆ \| 嵩山路南三环 \| \| \| 111 \| 百荣世贸商城北门 \| ⇆ \| 昆仑路陇海路 \| \| \| 226 \| 淮河西路公交站 \| ⇆ \| 二七区委 \| \| \| 903 \| 航海路秦岭路 \| ⇆ \| 农业路中州大道 \| \| \| B101 \| 电厂路公交站 \| ⇆ \| 石化路公交站 \| \| \| Y28 \| 航海路秦岭路 \| ⇆ \| 郑汴路中州大道 \| 夜间服务 \| |                |          |
| 注： 设有无障碍电梯 |                  | |                |          |
| 航海路工人路        |                  | |                |          |
| 编号                | 路线             | 路线 | 路线           | 备注     |
| 66                  | 后仓村           | ⇆ | 嵩山路南三环   |          |
| 111                 | 百荣世贸商城北门 | ⇆ | 昆仑路陇海路   |          |
| 226                 | 淮河西路公交站   | ⇆ | 二七区委       |          |
| 903                 | 航海路秦岭路     | ⇆ | 农业路中州大道 |          |
| B101                | 电厂路公交站     | ⇆ | 石化路公交站   |          |
| Y28                 | 航海路秦岭路     | ⇆ | 郑汴路中州大道 | 夜间服务 |

## 历史
后河芦站是5号线全线各车站中开工最晚的，与2017年2月12日正式进场施工。
2019年5月20日，该站随5号线开通运营而启用。